# Santa Isabel (Azuay)
Santa Isabel ist eine Kleinstadt und die einzige Parroquia urbana im Kanton Santa Isabel der ecuadorianischen Provinz Azuay. Sie ist Sitz der Kantonsverwaltung. Die Parroquia besitzt eine Fläche von 285,7 km². Die Einwohnerzahl der Parroquia betrug beim Zensus 2010 11.607. Davon wohnten 5607 Einwohner im urbanen Bereich von Santa Isabel.

## Lage
Die Parroquia Santa Isabel befindet sich im Süden der Provinz Azuay. Das Gebiet liegt in der Cordillera Occidental. Der etwa 1620 m hoch gelegene gleichnamige Ort Santa Isabel befindet sich 55 km südwestlich der Provinzhauptstadt Cuenca. Die Fernstraße E59 (Cuenca–Pasaje) führt südlich an Santa Isabel vorbei. Die Flüsse Río León und Río Jubones begrenzt das Areal im Süden. Der Río San Francisco fließt entlang der westlichen Verwaltungsgrenze nach Süden.
Die Parroquia Santa Isabel grenzt im Norden an die Parroquia San Salvador de Cañaribamba, im Osten an die Parroquia Abdón Calderón, im Südosten an die Parroquia El Progreso (Kanton Nabón), im Süden an die Parroquias Sumaypamba und San Sebastián de Yúluc (beide im Kanton Saraguro, Provinz Loja), im äußersten Südwesten an die Parroquia Abañín (Kanton Zaruma, Provinz El Oro) sowie im Westen an die Parroquia Pucará (Kanton Pucará).

## Geschichte
Der Ort hieß ursprünglich "Chaugarurco" (Quechua für „Berg der Agaven“). Anfangs war die Parroquia Teil des Kantons Girón. Am 20. Januar 1945 wurde der Kanton Santa Isabel gegründet. Der Ort übernahm als dessen Verwaltungssitz und als Parroquia urbana dessen Namen.